# 93 (tal)
93 (nittiotre) är det naturliga talet som följer 92 och som följs av 94.
- Hexadecimalt: 5D
- Binärt: 01011101
- har primfaktoriseringen 3 · 31
- Delare: 1, 3, 31 och 93
- Summa av delare 128

## Inom matematiken
- 93 är ett udda tal.
- 93 är ett semiprimtal
- 93 är ett extraordinärt tal.
- 93 är ett aritmetiskt tal.
- 93 är ett palindromtal i det binära talsystemet.
- 93 är ett palindromtal i det kvinära talsystemet.

## Inom vetenskapen
- Neptunium, atomnummer 93
- 93 Minerva, en asteroid
- M93, öppen stjärnhop i Akterskeppet, Messiers katalog